# Flybe
Pour les articles homonymes, voir BEE.

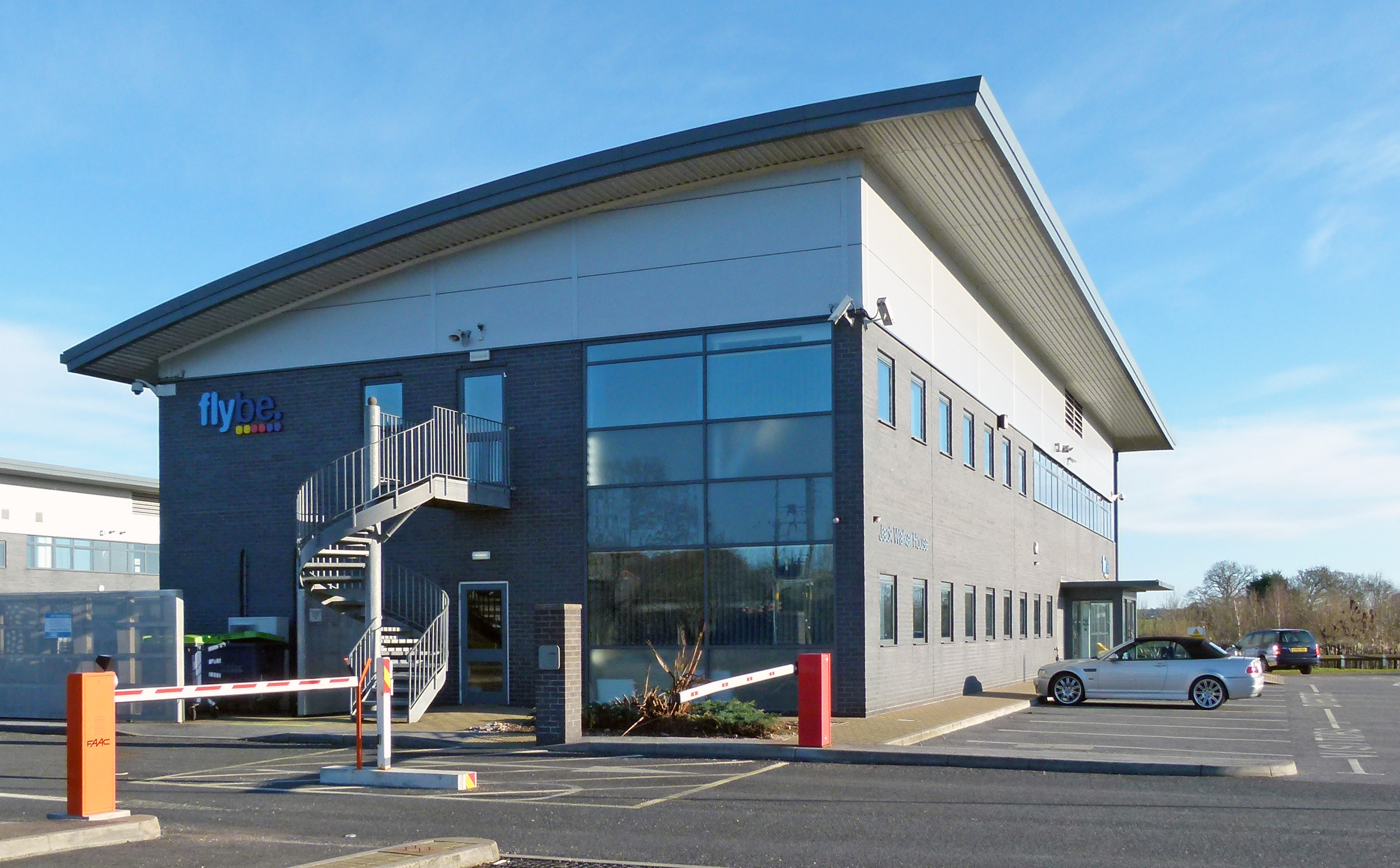
Jack Walker House, le siège social de Flybe, Aéroport international d'Exeter

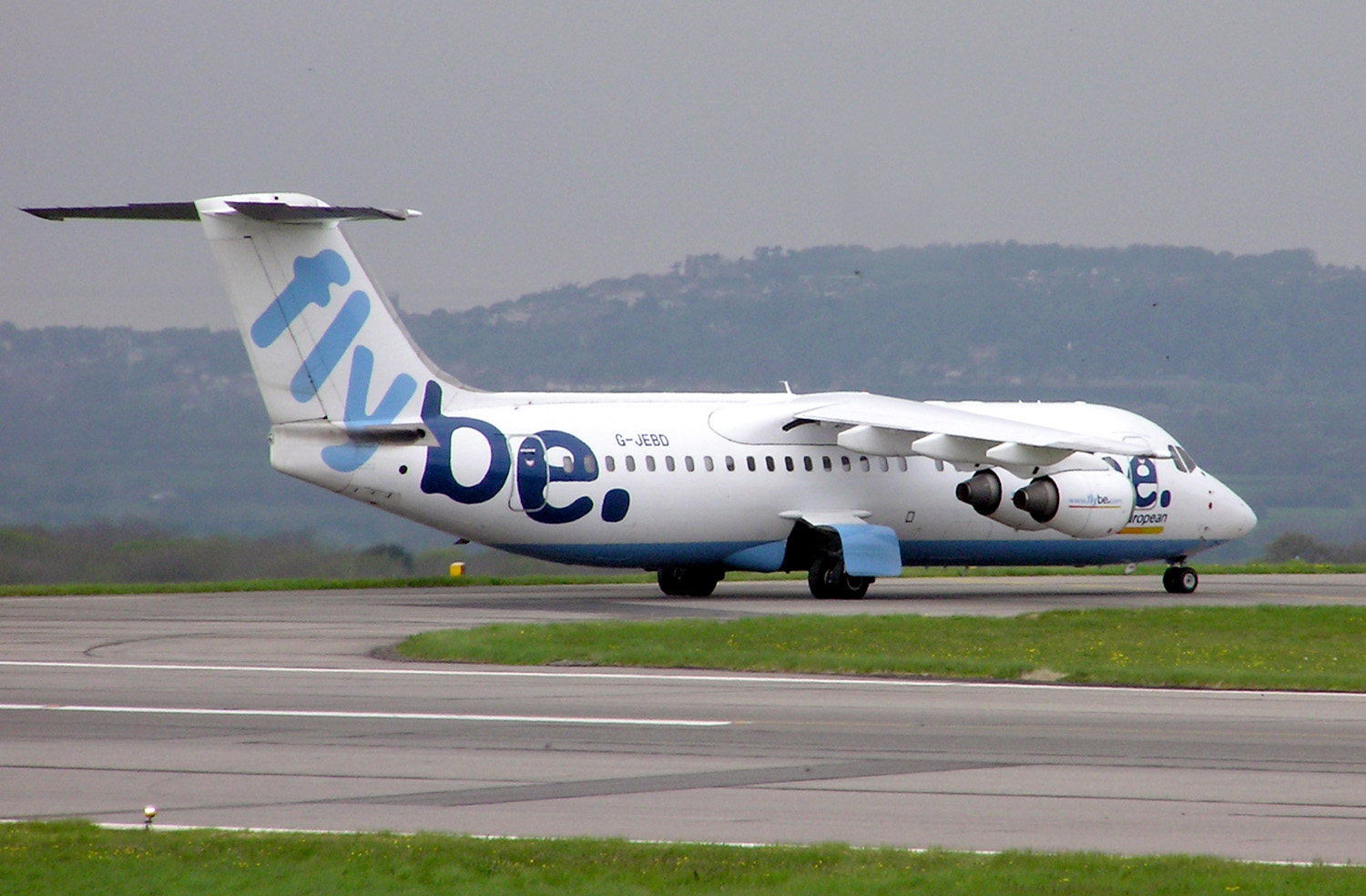
Bae146 Flybe

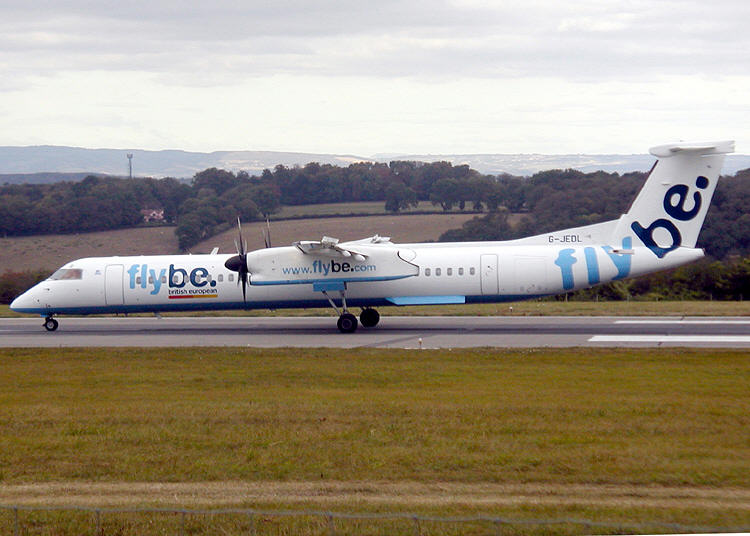
Dash8 Flybe

British European, simplifiée en flyBE (code IATA : BE, code OACI : BEE; indicatif d'appel : Jersey), était une compagnie aérienne à bas prix, britannique, en activité de 1979 à 2020 et de 2022 à 2023.

## Histoire

### Jersey European
Tout commence en 1979 avec la création de Jersey European née de la fusion d'Intra Airways, compagnie basée à Jersey, et d'Express Air Services basée à Bournemouth. En 1983, la société est rachetée par le groupe Walkersteel, société mère de la compagnie aérienne charter Spacegrand établie à Blackpool. Initialement exploitées séparément, les deux sociétés fusionnent en 1985 et implantent leur siège social ainsi que leurs services techniques à Exeter. Les couleurs de Jersey European furent adoptées afin de donner une image homogène.
Pendant les années qui suivent, les lignes proposées sont améliorées. Des appareils plus gros sont achetés dont, notamment, trois avions Short 360 en 1986 et trois Hawker Siddeley HS.748 peu de temps après. Durant les années 1990, la société continue de se développer avec l'acquisition de six Fokker F27 pour faire face à la demande croissante de passagers. En 1990, la compagnie lance sa nouvelle image composée de nouvelles couleurs et de nouveaux uniformes.
Jersey European obtient son premier vol sur Londres en 1991 entre Guernesey et Londres Gatwick.
La compagnie fait l'acquisition en 1993 de trois avions à réaction British Aerospace 146 pour assurer la liaison entre Londres, Belfast City et les îles Anglo-Normandes. Devant le succès de cette opération, la compagnie fait l'acquisition d'un quatrième jet afin d'effectuer la liaison entre Belfast City et Birmingham. C'est ainsi que ses classes « Affaires » voient le jour, Jersey European devenant la première compagnie aérienne nationale à offrir deux classes de service.
Ce n'est qu'après avoir remporté le prix de la « Meilleure compagnie aérienne régionale du Royaume-Uni » en 1993 et 1994 lors de la remise des prix de l'industrie du voyage et du tourisme de l'Irlande du Nord que Jersey European commence à être reconnue comme une compagnie aérienne d'importance par ses pairs. L'entretien des jets est implanté à Exeter en 1994, agrandissant ainsi la fenêtre d'opportunité des services fournis à la clientèle par des tiers.
En 1995, la compagnie fait l'acquisition de nouveaux BAe 146, portant ainsi sa flotte à sept jets. Outre l'ouverture de trois nouveaux salons Affaires dans les aéroports de Belfast City, Jersey et Guernesey, la compagnie innove en lançant un programme de fidélisation appelé « Passport to Freedom » pour récompenser sa clientèle d'affaires fidèle. Le réseau s'agrandit en Europe avec la signature d'un accord de partage de codes avec Air Inter pour proposer des vols entre Londres Stansted et Marseille.
En 1996, les premières lignes en franchise avec Air France sont lancées entre Londres Heathrow, Toulouse et Lyon.
Le changement de « look » s'opère avec l'introduction d'un nouvel uniforme qui vient s'ajouter à la nouvelle image d'entreprise de Jersey European. L'introduction de la classe « Affaires » se traduit par des sièges en cuir sur tous les appareils BAe 146 tandis que les passagers peuvent désormais choisir leur siège à l'avance, bénéficier de zones d'enregistrement réservées et d'un service de bagages prioritaire. Tout cela renforce l'engagement soutenu de la compagnie pour ses passagers « Affaires ».
En 1997, l'accord de franchise avec Air France prend une nouvelle ampleur avec l'ajout de vols de Birmingham International vers Paris Charles-de-Gaulle et Glasgow. L'acquisition de cinq BAe 146 permet de poursuivre l'expansion de nouvelles lignes. Jersey European renforce son engagement vis-à-vis des lignes régionales directes en 1999 avec l'acquisition de onze Bombardier Dash 8 et de quatre Bombardier Canadair Regional Jet. À l'automne, une nouvelle base d'importance majeure est établie avec le lancement de lignes vers Dublin et Édimbourg.

### Flybe
En 2000, la compagnie est renommée British European. Dès 2002, le nom est simplifié en Flybe.
Flybe est la compagnie de lancement de l'Embraer 195 (biréacteur de 110 places). Fin 2006, Flybe achète à British Airways sa branche régionale BA connect avec plus de 50 appareils et 1 600 personnes. Avant cette acquisition, Flybe était une compagnie de 45 avions et 1 200 personnes.
La compagnie aérienne britannique reçoit une offre officielle de rachat le 10 janvier 2019 d'un consortium emmené par Virgin Atlantic et Stobart Air. Associés au fonds Cyrus Capital Partners, la co-entreprise dénommée Connect Airways rachète Flybe pour 2,2 millions de livres (2,4 millions d'euros), soit 1 pence par action alors que cette dernière valait 40 pence en septembre 2018. Ce rachat s'accompagne d'une promesse d'injecter 80 millions de livres de fonds supplémentaires pour soutenir la croissance. Le consortium Connect Airways sera détenu à 40% par DLP Holdings (propriété de fonds gérés par Cyrus), 30% par Stobart Aviation, et 30% par Virgin Travel Group.
En janvier 2020, la compagnie est au bord de la faillite. Deux mille emplois sont menacés. Le 14 janvier, le gouvernement britannique annonce un accord de sauvetage de la compagnie. L'intervention du gouvernement est décriée par d'autres compagnies aériennes opérant sur les mêmes lignes au nom de la loi sur la concurrence.
Le 4 mars 2020, face à la crise engendrée par la pandémie de Covid-19 ébranlant durement le transport aérien, Flybe annonce la suspension de tous ses vols et la cessation de ses activités au Royaume-Uni avec effet immédiat. Le groupe Stobart déclare alors qu'en dépit de « signes prometteurs de redressement [...]. L'impact du Covid-19 sur les activités commerciales de Flybe signifie que le consortium ne peut plus s'engager à poursuivre son soutien financier ». Cette annonce intervient alors que des médias britanniques affirmaient que la compagnie risquait de se retrouver à court de liquidités si elle n’obtenait pas un prêt de l’Etat de 100 millions de livres, Flybe emploie alors plus de 2 000 personnes et dessert plus de 170 destinations à travers l'Europe,.
Le dernier vol de Flybe en 2020 est le vol BE7308 reliant l'aéroport international de Hanovre-Langenhagen à l'aéroport de Manchester avec un Embraer 170.
En octobre 2020, Thyme Opco, une compagnie liée avec le principal actionnaire Cyrus Capital, conclut un accord avec les propriétaires de racheter la marque Flybe et de relancer la compagnie aérienne en 2021, sous réserve des approbations réglementaires. En avril 2021, la nouvelle compagnie se renomme Flybe Limited, obtient une licence d'exploitation, des créneaux horaire d'aéroport et de navigation aérienne. Le premier vol eu lieu le 13 avril 2022. 
Le 28 janvier 2023, la compagnie annule tous ses vols et annonce cesser ses activités.

## Controverses
En 2008, Flybe a payé 172 acteurs pour que ceux-ci remplissent les avions de la compagnie, afin qu'elle évite ainsi de payer une amende de 352 000 euros pour non-respect de ses quotas de remplissage. L'association Friends of the Earth a demandé l'ouverture d'une enquête pour cette pratique qui a un impact négatif sur l'environnement[réf. nécessaire].

## Flotte

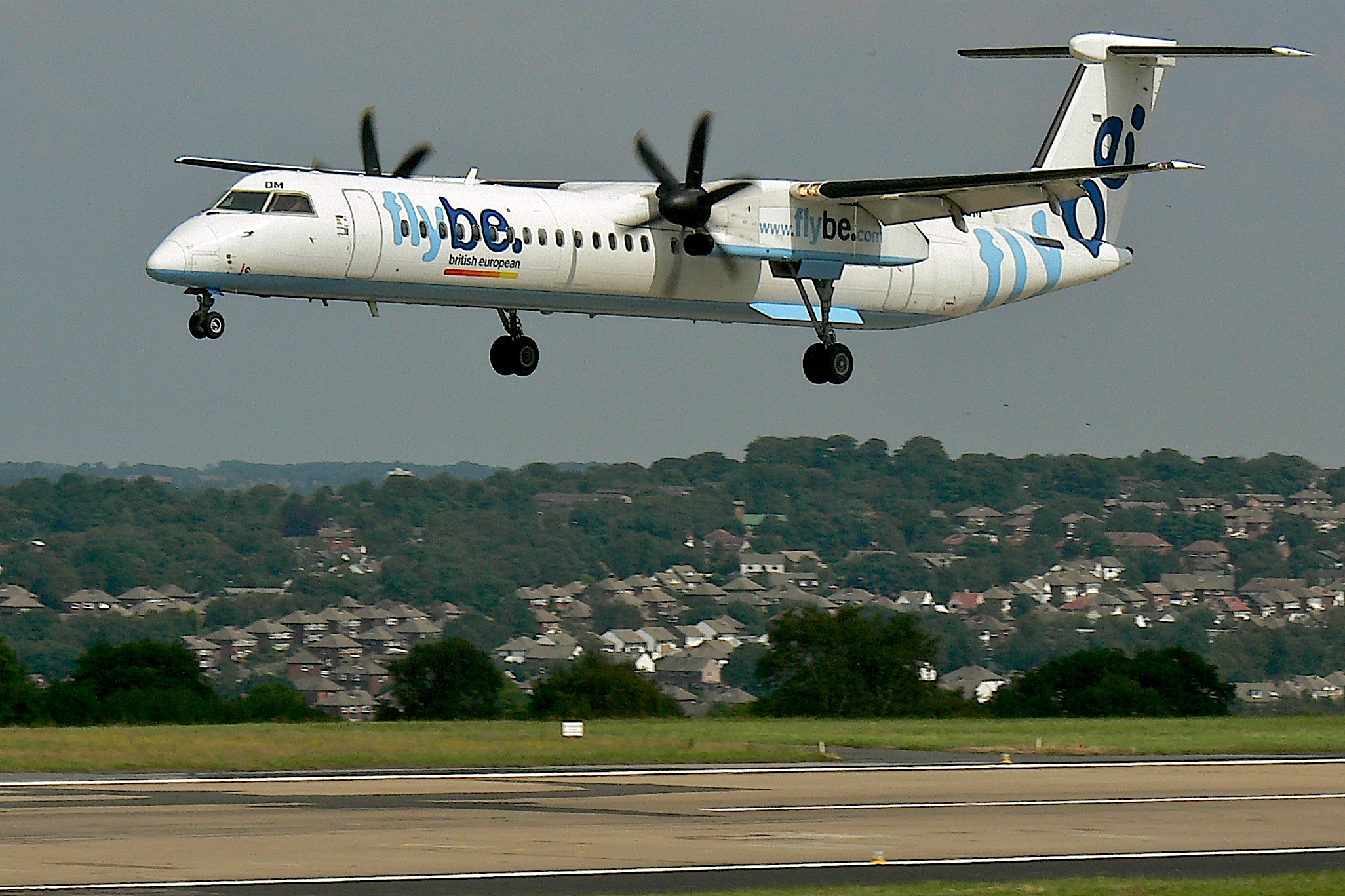
Bombardier Dash 8 de Flybe

En janvier 2020, les appareils suivants sont en service au sein de la flotte de Flybe (sans les appareils aux couleurs d'autres compagnies):